# Willi Rieple
Willi Rieple (* 9. Mai 1898 in Karlsruhe; † 17. August 1983 in Mühlheim) war ein deutscher Pädagoge und Politiker (SPD).

## Leben
Rieple absolvierte eine Lehrerausbildung und arbeitete im Anschluss als Gewerbeschullehrer, zuletzt als Studiendirektor an einer Gewerbeschule in Ladenburg. Er trat in die SPD ein und wurde am 22. Juni 1952 als Nachrücker für den verstorbenen Abgeordneten Ludwig Bohrmann Mitglied der Verfassunggebenden Landesversammlung von Baden-Württemberg. Von 1953 bis zu seiner Mandatsniederlegung am 17. November 1962 war er Abgeordneter des Landtages von Baden-Württemberg. Für ihn rückte Wolfgang Daffinger ins Parlament nach.

## Ehrungen
- 1979: Marie-Juchacz-Plakette der Arbeiterwohlfahrt